# Jim Crace
Jim Crace (St Albans, 1º marzo 1946) è uno scrittore inglese vincitore del National Book Critics Circle Award nel 2000 per il romanzo Una storia naturale dell'amore.

## Biografia
Nato nel 1946 a St Albans, vive e lavora a Birmingham.
Dopo gli studi all'Università di Londra si arruola nel VSO (Voluntary Services Overseas) e viene mandato in Sudan dove svolge l'incarico di assistente in una televisione locale.
Il suo esordio letterario avviene nel 1974 con il racconto Annie, California Plates uscito nel New Review.
Nella sua prolifica carriera di scrittore ha ricevuto numerosi riconoscimenti tra i quali l'International IMPAC Dublin Literary Award nel 2015 e il National Book Critics Circle Award nel 2000 oltre ad essere arrivato tra i finalisti del Booker Prize in due occasioni, nel 1997 e nel 2013.
Dopo l'uscita della sua undicesima opera, Il raccolto (premiato con il James Tait Black Memorial Prize), ha annunciato il suo ritiro dalla scena letteraria, ma 5 anni dopo ha dato alle stampe un altro romanzo, The Melody.

## Opere

### Racconti
- Settimo continente (Continent, 1986), Firenze, Giunti, 1992 ISBN 88-09-20247-3.
- The Slow Digestions of the Night (1995)

### Romanzi
- The Gift of Stones (1988)
- Arcadia (1992)
- Signals of Distress (1994)
- Il diavolo nel deserto (Quarantine, 1997), Parma, Guanda, 1998 ISBN 88-8246-072-X.
- Una storia naturale dell'amore (Being Dead, 1999), Parma, Guanda, 2004 ISBN 88-8246-233-1.
- La dispensa del diavolo (The Devil's Larder, 2001), Parma, Guanda, 2002 ISBN 88-8246-402-4.
- La città dei baci (Six, 2003), Parma, Guanda, 2006 ISBN 88-8246-688-4.
- Tutto ciò che abbiamo amato (The Pesthouse, 2007), Parma, Guanda, 2010 ISBN 978-88-6088-085-7.
- On Heat (2008)
- All That Follows (2010)
- Il raccolto (Harvest, 2013), Parma, Guanda, 2016 ISBN 978-88-235-0921-4.
- The Melody (2018)